# Fissistigma bracteolatum
Fissistigma bracteolatum är en kirimojaväxtart som beskrevs av Chatterjee. Fissistigma bracteolatum ingår i släktet Fissistigma och familjen kirimojaväxter. Inga underarter finns listade i Catalogue of Life.